# ハンブルク・ダンジョン
ハンブルク・ダンジョンとは、ハンブルクにある観光名所のダンジョンでのアトラクションである。ハンブルクに纏わる暗黒の歴史的な出来事を再現している。

## 概要
ホラー仕立てのアトラクションで、楽しみながらハンブルクの中世から今日までの600年の暗黒面の歴史を学べるようになっていて、役者が見学者との会話・尋問を交えつつ、その悲劇等を語る。定期的にリニューアルされる。

## ギャラリー

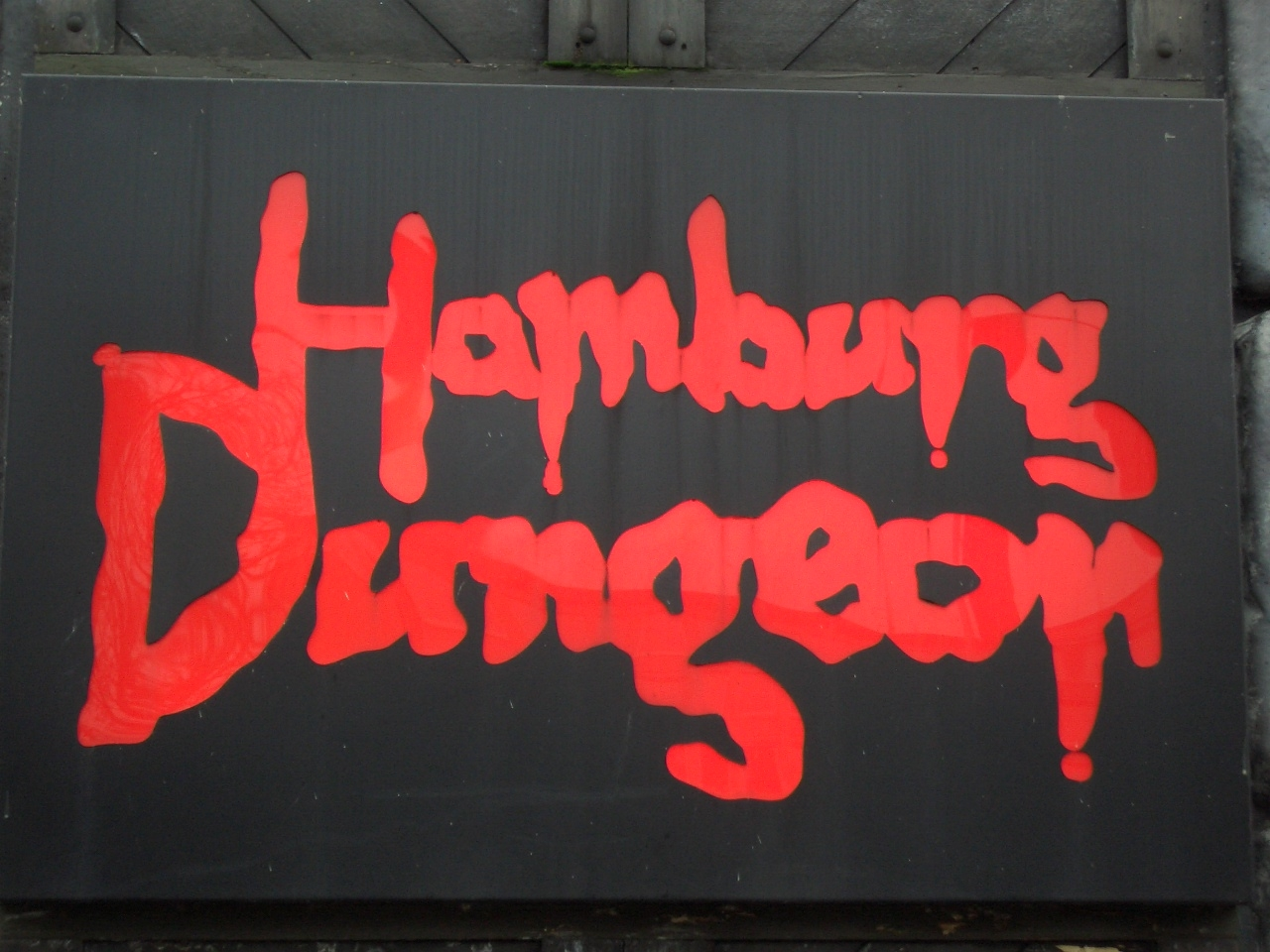
血染めの看板
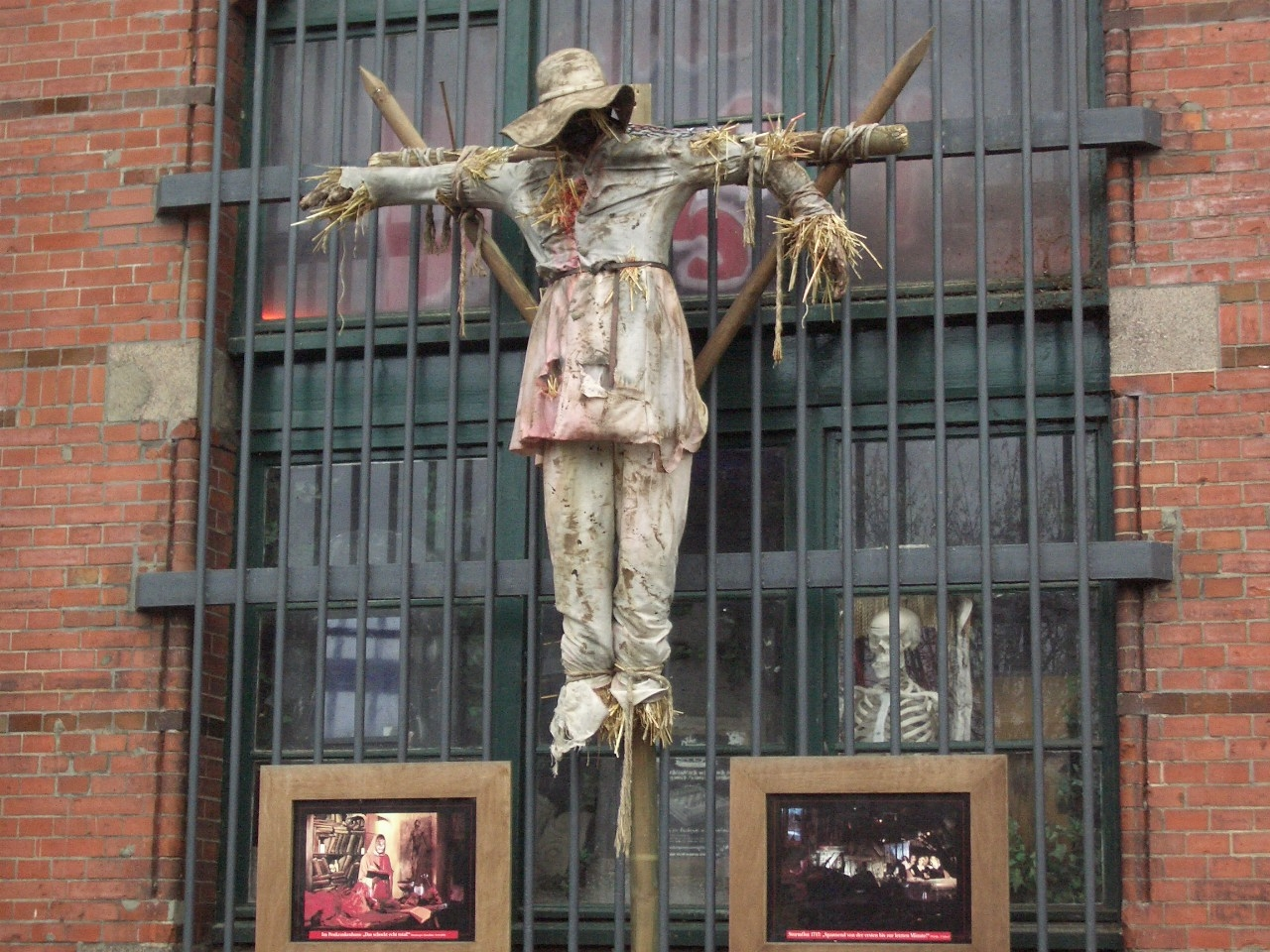
モニュメント
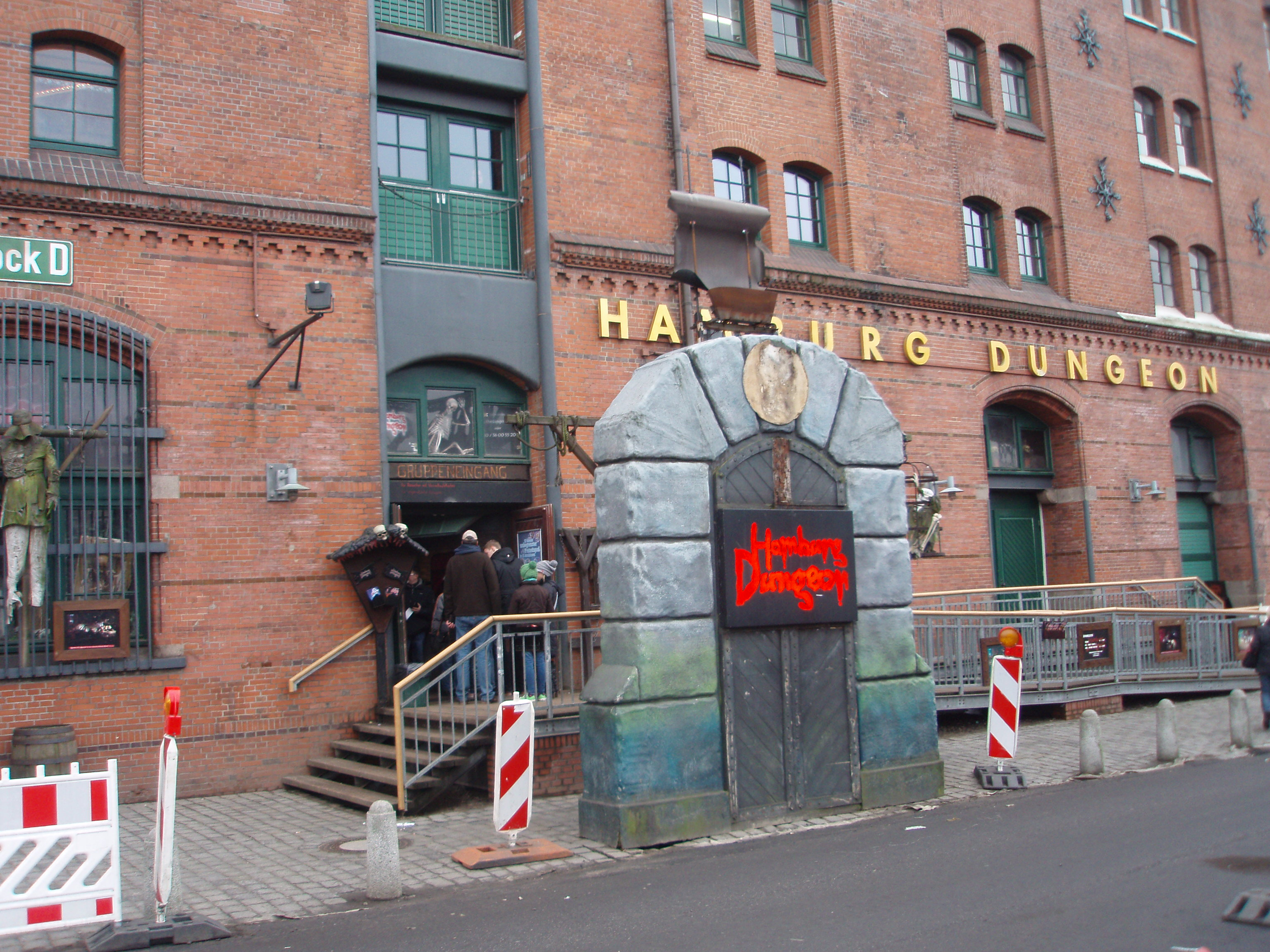
入り口付近の様子
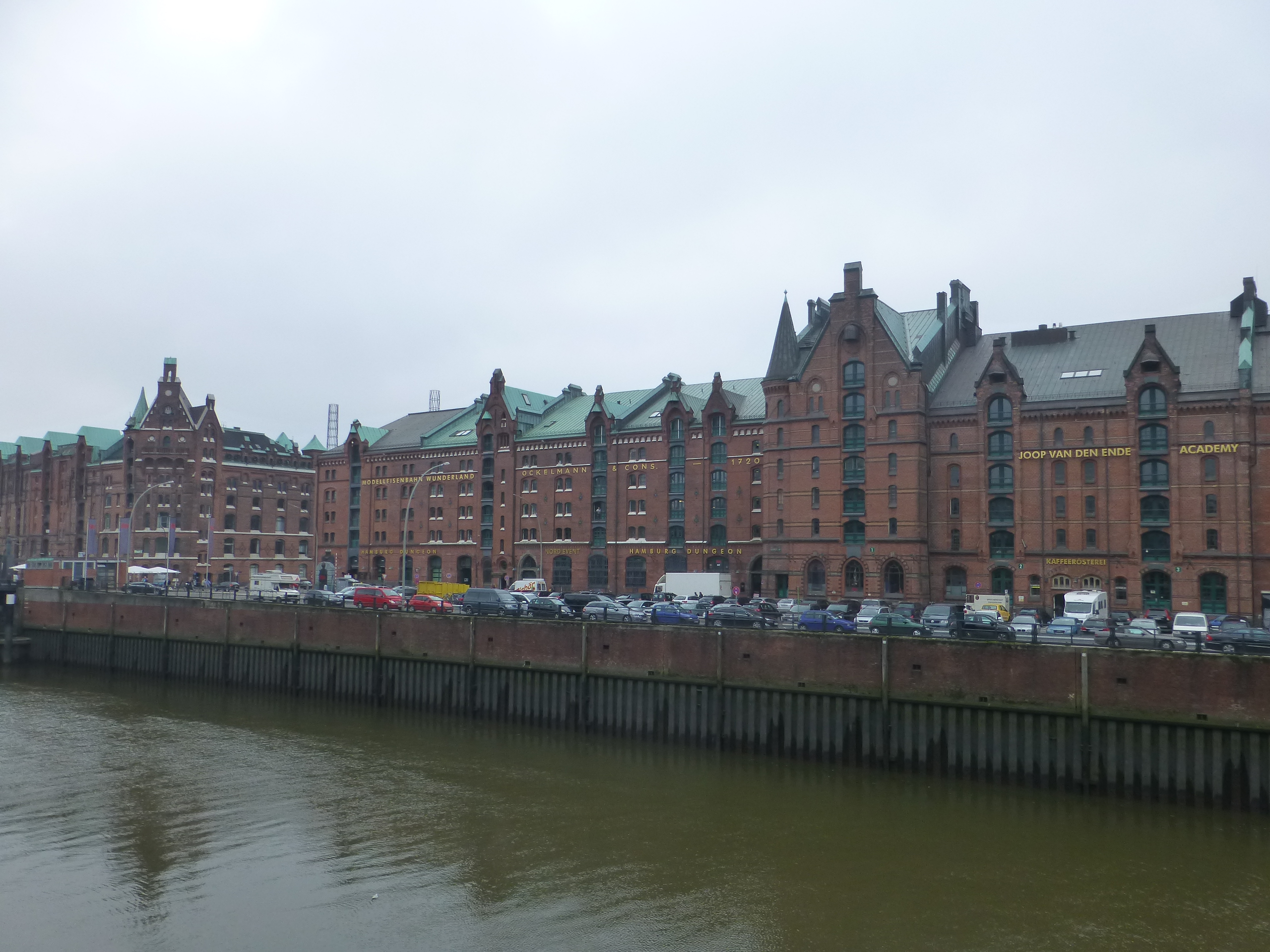
運河の対岸から見た建物